# 10445 Костер
10445 Костер (10445 Coster) — астероїд головного поясу, відкритий 29 вересня 1973 року.
Названий іменем нідерландського фізика Дірка Костера — першовідкривача елементу гафнію.
Тіссеранів параметр щодо Юпітера — 3,465.